# Сакад
Сака́д (др.-греч. Σακάδας) Аргосский — древнегреческий авлет и поэт. Время расцвета творчества — ок. 580 г. до н.э.

## Очерк биографии и творчества
Сакад происходил из города Аргоса. Он первый обратил внимание на авлос как на сольный инструмент, то есть отделил инструмент от пения, которому авлос обычно аккомпанировал. Добился допуска на пифийские игры авлоса, сочинил «пифийский» ном. Псевдо-Плутарх (трактат «О музыке») пишет, что Сакад трижды побеждал на общеэллинских Пифийских играх в 586—578 гг.. Его ном, изображавший битву Аполлона и дракона Пифона, стал образцом для будущих эпох и высоко поднял авторитет музыкальной школы Аргоса. Тот же Псевдо-Плутарх сообщает, что Сакад изобрёл трёхчастный ном, где в первой части использовался дорийский лад, во второй — фригийский, а в третьей — лидийский; возможно, это — первый зафиксированный в истории пример переменного лада.